# Monts d’Arrée Communauté
Die Monts d’Arrée Communauté ist ein französischer Gemeindeverband mit der Rechtsform einer Communauté de communes im Département Finistère in der Region Bretagne. Er wurde am 26. Oktober 2016 gegründet und umfasst zwölf Gemeinden (Stand: 1. Januar 2019). Der Verwaltungssitz befindet sich im Ort Loqueffret.

## Gründung
Als Nachfolgeorganisation der Gemeindeverbände Communauté de communes des Monts d’Arrée und Communauté de communes du Yeun Elez entstand sie am 1. Januar 2017.

## Historische Entwicklung
Mit Wirkung vom 1. Januar 2019 gingen die ehemaligen Gemeinden Poullaouen und Locmaria-Berrien in die Commune nouvelle Poullaouen auf. Dadurch verringerte sich die Anzahl der Mitgliedsgemeinden auf zwölf sowie die Gesamtfläche.

## Mitgliedsgemeinden
Die Monts d’Arrée Communauté besteht aus folgenden zwölf Gemeinden:
| Gemeinde                 | Bretonisch  | Einwohner (2022) | Fläche (km²) | Code postal | Code Insee |
| ------------------------ | ----------- | ---------------- | ------------ | ----------- | ---------- |
| Berrien                  | Berrien     | 920              | 56,42        | 29690       | 29007      |
| Bolazec                  | Bolazeg     | 172              | 17,47        | 29640       | 29012      |
| Botmeur                  | Boneur      | 227              | 13,62        | 29690       | 29013      |
| Brasparts                | Brasparzh   | 1.055            | 46,69        | 29190       | 29016      |
| Brennilis                | Brenniliz   | 447              | 18,69        | 29690       | 29018      |
| Huelgoat                 | An Uhelgoad | 1.420            | 14,87        | 29690       | 29081      |
| La Feuillée              | Ar Fouilhez | 684              | 31,55        | 29690       | 29054      |
| Lopérec                  | Lopereg     | 832              | 39,49        | 29590       | 29139      |
| Loqueffret               | Lokeored    | 338              | 27,40        | 29530       | 29141      |
| Plouyé                   | Plouie      | 669              | 37,55        | 29690       | 29211      |
| Saint-Rivoal             | Sant-Riwal  | 220              | 18,69        | 29190       | 29261      |
| Scrignac                 | Skigneg     | 781              | 70,94        | 29640       | 29275      |
| Monts d’Arrée Communauté |             | 7.765            | 393,38       | -           | -          |